# 1599
- Wikisource

| Calendário gregoriano                                                        | 1599 MDXCIX                         |
| Ab urbe condita                                                              | 2352                                |
| Calendário arménio                                                           | 1048 – 1049                         |
| Calendário bahá'í                                                            | -245 – -244                         |
| Calendário budista                                                           | 2143                                |
| Calendário chinês                                                            | 4295 – 4296 Início a 27 de janeiro  |
| Calendário copta                                                             | 1315 – 1316                         |
| Calendário etíope                                                            | 1591 – 1592                         |
| Calendários hindus - Vikram Samvat - Calendário nacional indiano - Cáli Iuga | 1654 – 1655 1520 – 1521 4699 – 4700 |
| Calendário Holoceno                                                          | 11599                               |
| Calendário islâmico                                                          | 1008 – 1009                         |
| Calendário judaico                                                           | 5359 – 5360                         |
| Calendário persa                                                             | 977 – 978                           |
| Calendário rúnico                                                            | 1849                                |
| Calendário solar tailandês                                                   | 2142                                |

1599 (MDXCIX, na numeração romana) foi um ano comum do século XVI do actual Calendário Gregoriano, da Era de Cristo,  e a sua letra dominical foi C, teve 52 semanas,  início a uma sexta-feira e terminou também a uma sexta-feira.
| Ano completo                       |
| ---------------------------------- |
| Ano comum com início à sexta-feira |

## Eventos
- Construção do Globe Theatre.

### Janeiro
- 31 de janeiro - É aclamado na ilha Terceira, Filipe II de Portugal ou Filipe III de Espanha.[1]

### Fevereiro
- 5 de fevereiro - Invasões holandesas no Brasil: os holandeses são repelidos pela primeira vez, no Rio de Janeiro.

### Abril
- 22 de abril - É declarado um surto de Peste bubônica (Localmente denominada Peste Oriental) que provocou cerca de 7 500 mortos em toda a ilha Terceira. Em voto formulado a 20 de janeiro de 1600, a pedir a debelação da doença pela Câmara Municipal de Angra foi mandado edificar a Ermida de São Sebastião.[2][3]

### Dezembro
- 25 de dezembro - Fundação da cidade de Natal, capital do Rio Grande do Norte.

## Nascimentos
- 13 de Fevereiro - Papa Alexandre VII (m. 1667)
- 11 de Março - Petrus Mulerius, Professor de Física e Botânica da Universidade de Gröningen (m. 1647).
- 12 de março - São João Berchmans
- 25 de Abril - Oliver Cromwell, político britânico (m. 1658)
- 04 de Junho - Diego Velázquez, pintor espanhol (m. 1659)

## Mortes
- 10 de Abril - Gabrielle d'Estrées, Duquesa de Beaufort e amante de Henrique IV de França (n. 1571)
- 15 de Setembro - Gerardus Bontius, matemático, botânico, helenista e Professor de Medicina da Universidade de Leiden (n. 1536).
- 17 de Novembro - D. Violante do Canto (n. 1556), aristocrata açoriana que se distinguiu na crise de sucessão de 1580 ao dar apoio a António I de Portugal na luta contra Filipe II de Espanha.

## Epacta e idade da Lua
| Epacta gregoriana | 4       |
| Idade da Lua      | Letra d |